# 沃特曼 (伊利諾伊州)
沃特曼（英語：Waterman）是位於美國伊利諾伊州迪卡爾布縣的一個村落。

## 地理
沃特曼的座標為41°46′15″N 88°46′29″W / 41.77083°N 88.77472°W，而該地最高點為海拔高度246米（即807英尺）。

## 人口
根據2010年美國人口普查的數據，沃特曼的面積為3.75平方千米，當中陸地面積為3.75平方千米，而水域面積為0.00平方千米。當地共有人口1506人，而人口密度為每平方千米401人。